# Anthrax cordillerensis
Anthrax cordillerensis är en tvåvingeart som beskrevs av Marston 1970. Anthrax cordillerensis ingår i släktet Anthrax och familjen svävflugor. Inga underarter finns listade i Catalogue of Life.